# John Denver's Greatest Hits, Volume 2
John Denver's Greatest Hits, Volume 2 è la seconda raccolta di successi del cantautore country John Denver. È stata pubblicata nel marzo 1977 dalla RCA Records.

## Tracce

### Lato uno
1. Annie's Song*
2. Perhaps Love (Con Placido Domingo)*
3. Fly Away*
4. Like A Sad Song*
5. Looking For Space*
6. Thank God I'm A Country Boy

### Lato due
1. Grandma's Feather Bed
2. Back Home Again*
3. I'm Sorry*
4. My Sweet Lady*
5. Calypso*
6. This Old Guitar*

(* Composta da John Denver)